# Zbornik Radova Vizantološkog Instituta
Zbornik radova Vizantološkog instituta – sebskie czasopismo bizantynologiczne o charakterze międzynarodowym. Ukazuje się od 1952 roku w Belgradzie. Wydawcą jest Instytut Bizantynologiczny Serbskiej Akademii Nauk. Pierwszym redaktorem był do 1978 roku Georg Ostrogorski. W latach 1978–1998 był nim Božidar Ferjančić. Rocznik publikuje artykuły naukowe, receznje ze szczególnym uwzględnieniem relacji bizantyńsko-słowiańskich.